# Обтуратор
Обтураторът предотвратява излизането на барутните газове през процепа (луфта, хлабината) между пояса на снаряда и повърхността на канала на ствола в началото на изстрела. Изобретен е от немския учен Х.Мерент.
Уплътнителят фиксира положението на заряда в гилзата.
Обтураторът и уплътнителят са набори от картонени кръгчета и цилиндърчета.

## Примери
- 16,25" морско оръдие Mk 1. Затворният механизъм на оръдието е бутален тип затвор с обтуратор конструкция на Вавасер. Обтураторът тук е плоска медна паничка, прилягаща със своето дъно към анфаса на затвора, а краищата към меден пръстен, направен в стените на ствола. При произвеждане на изстрела барутните газове, притискат паничката към анфаса на затвора, разширяват я, с което се постига обтурацията.

Единственият главен недостатък на подобна система е чувствителността на медния пръстен към замърсяване. При образуването на нагар по краищата на паничката те не лягат достатъчно плътно към патронника, в резултат се губи херметичността и барутните газове започват да преминават свободно, вследствие на което обтураторите изисквали честа смяна.